# هجرة النوبة من منطقة السد العالي
تهجير النوبيين من منطقة النوبة تم تهجير النوبيين الذين يعيشون في هذه القرى، وكان عددهم 18000 أسرة مع بناء السد العالى. تمتد النوبة بطول 350 كليو مترآ من الشلال الأول وحتى الشلال الثاني جنوب أسوان بطول نهر النيل من قرية دابود في الشمال وحتى قرية أدندان في الشمال. وكانت بداية هجرة أول نوبى مع بناء خزان أسوان عام 1902 الذي ارتفع معه منسوب المياة خلف الخزان ليغرق عشر قرى نوبية. وتم تهجيرهم
وبعد ذلك حدث التعلية الأولى لخزان اسوان عام 1912 وارتفع منسوب المياه وأغرق ثمانى قرى أخرى هي قورتة والعلاقى والسيالة والمحرقة والمضيق والسبوع ووادى العرب وشاترمه، وبعد ذلك جاءت التعلية الثانية للخزان عام 1933 وأغرقت معها عشر قرى أخرى
وفى الخمسينات بدأت الدراسات لأقامة السد العالى وتم ترحيل أهالى النوبة خلف السد عام 1963 إلى هضبة كوم امبو. وكانت النوبة القديمة تضم ثلاثة فروع، ففى الشمال كان يقيم الكنوز ويقيمون حاليآ في قرى البرالغربي(الذين لم يهجروا) ومازالوا محتفظين بالطابع النوبى في العادات والتقاليد وشكل البيوت القديمة وفي الوسط كان يقيم العرب الذين ينحدرون من اصول عربية وفي الجنوب يقيم الفدجة ويقيم أغلبهم حاليآ في مركز نصر النوبة في قرى على شكل نصف دائره من بلانة حتى كلابشة (وبعض من الكنوز الذين هجروا)
```
(كلابشة بها كنوز بنسبة 80 في المئة)''''
.
[
1
]
```

وعملية تهجير النوبة أو الهجرة النوبية هي أحد الاثار السلبية لبناء السد العالي، الذي أنشئ في عهد جمال عبد الناصر, حيث غمرت بحيرة ناصر قرى نوبية كثيرة في مصر وشمال السودان، مما أدى إلى ترحيل أهلها وغرق النوبة واثآرها.